# Мерцедес-Бенц EQE
 Тази статия е за модела електрически седани.  За модела кросоувъри вижте Мерцедес-Бенц EQE SUV.  
„Мерцедес-Бенц EQE“ (Mercedes-Benz EQE) е модел електрически автомобили от висок среден клас (сегмент E) на германската компания „Мерцедес-Бенц“, произвеждани в Бремен от 2022 година.
Разработен като електрическа алтернатива на „Мерцедес-Бенц E-класа“. Предлага се като седан с 4 врати и един или два постоянномагнитни електрически двигателя на предната или на двете оси.